# ISO 3166-2:GI
Pour un article plus général, voir ISO 3166-2.
 (août 2024).

Gibraltar

ISO 3166-2:GI est l'entrée pour Gibraltar dans l'ISO 3166-2, qui fait partie du standard ISO 3166, publié par l'Organisation internationale de normalisation (ISO), et qui définit des codes pour les noms des principales administration territoriales (e.g. provinces ou États fédérés) pour tous les pays ayant un code ISO 3166-1.
Gibraltar est un territoire britannique d'outre-mer sous souveraineté du Royaume-Uni.
Actuellement aucun code ISO 3166-2 n'est défini pour Gibraltar.
Gibraltar est officiellement assigné au code ISO 3166-1 alpha-2 GI.